# Касумбу
Касу́мбу (англ. Kasumbu) — традиційна громада у складі дистрикту Дедза Центрального регіону Малаві.
Населення — 110262 особи (2018).